# عبد الله بن المبارك
عبد الله بن المبارك المروزي (118 – رمضان 181هـ / 736 – 797م) عالم وإمام مجاهد مجتهد في شتى العلوم الدينية والدنيوية.

## اسمه ومولده وموطنه
اسمه  عبد الله بن المبارك بن واضح الحنظلي التميمي مولاهم أبو عبد الرحمن المروزي. عن العباس بن مصعب قال: كانت أم عبد الله بن المبارك من خوارزم ووالده من الترك، وكان يعمل لدى رجل من التجار من همذان من بني حنظلة.
عن الحسن قال: كانت أم ابن المبارك تركية، وكان الشبه لهم بيناً فيه وكان ربما خلع قميصه فلا أرى على صدره أو جسده كثيراً من الشعر.
 مولده  قال أحمد بن حنبل: ولد ابن المبارك سنة ثمان عشرة ومائة هجرية. وقال خليفة: وفيها -يعني ثمان عشرة ومائة- ولد عبد الله بن المبارك. وقال بشر بن أبي الأزهر: قال ابن المبارك ذاكرني عبد الله بن إدريس السن فقال: ابن كم أنت فقال: إن العجم لا يكادون يحفظون ذلك ولكني أذكر أني لبست السواد وأنا صغير عندما خرج أبو مسلم قال: فقال لي: قد ابتليت بلبس السواد. قلت: إني كنت أصغر من ذلك، وكان أبو مسلم أخذ الناس كلهم بلبس السواد الصغار والكبار. وكان أبو مسلم في بداية الدولة العباسية قد ألزم الرعية كباراً وصغاراً بلبس السواد، وكان ذلك شعارهم إلى آخر أيامهم.
 موطنه  : مرو وهي من مدن خراسان وتقع في تركمانستان.

## من كتبه
الزهد والرقائق
كتاب الجهاد
وله مؤلفات أخرى لم تطبع بعد...

## نشأته
نشأ ابن المبارك في أسرة متواضعة؛ فقد كان أبوه أجيرًا بسيطًا يعمل حارسًا لبستان أحد الأثرياء، غير أن والده هذا كان سبب رخائه أورثه المال وافرا مدرارا.
إن المتأمل لهذا المال الذي وصف بأنه مدرارا ليعلم أنه سبب الخير كله، فقد اكتسبه «والده المبارك» بجد وجهدٍ وكفاح وصبر، فكان ثمرة يانعة مقنعة لرجل ورع، حريص على أداء حق العمل، فلم يرض إلا أن يشغل كل وقته في العمل تحريًا للأجر الحلال، فلم يتطلع يومًا للأكل من البستان، وهو ما يكتشفه صاحب البستان ويتعجب له.
ففي إحدى زياراته طلب منه بعنب يأكلها، فجاءه بواحدة، فوجدها حامضة، فطلب منه واحدة أخرى، فكانت كذلك، فقال له: كم لك في هذا البستان وأنت لا تعرف الحامض من الحلو؟
فقال مبارك – صادقًا –: وكيف أعرف وأنا لم أذق شيءًا منه!!
فتعجب صاحب البستان، وقال: ألا تتمتع ببعض ما هو تحت يديك؟!
قال مبارك: لم تأذن لي في ذلك.. فكيف أستحل ما ليس لي؟!
سكت الرجل مندهشًا وقال له: فقد أذنت، من الآن فكل!
كان الأب صالحًا فاستخرج عبد الله كنزًا، وحصّل علما وأدبًا وفقها ما زالت تتوارثه الأجيال!
ومن المهم أن ابن المبارك ولد في السنة 118 هـ في عهد الخليفة الأموي هشام بن عبد الملك وكانت أمه خوارزمية فطلب العلم وهو ابن عشرين سنة فأقدم شيخ لقيه هو الربيع بن أنس الخراساني تحيل ودخل إليه إلى السجن فسمع منه نحوا من أربعين حديثا ثم ارتحل في سنة إحدى وأربعين ومئة وأخذ عن بقايا التابعين وأكثر من الترحال والتطواف وإلى أن مات في طلب العلم وفي الغزو وفي التجارة والإنفاق على الإخوان وتجهيزهم معه إلى الحج، وعاش إلى سنة 181 هـ حيث توفي في خلافة هارون الرشيد.

## منهجه العلمي
اتفقت جميع المصادر على أنه كان طلّاباً للعلم نادر المثال، رحل إلى جميع الأقطار التي كانت معروفة بالنشاط العلمي في عصره. فيه يقول عبد الرحمن بن أبي حاتم: «سمعت أبي يقول: كان ابن المبارك ربع الدنيا بالرحلة في طلب الحديث، لم يدع اليمن ولا مصر ولا الشام ولا الجزيرة والبصرة ولا الكوفة»، وقد شهد له أحمد بن حنبل بذلك أيضاً.
كان ابن المبارك يقول: «خصلتان من كانتا فيه نجا: الصدق، وحب أصحاب محمد». وقد كان ينشد العلم حيث رآه ويأخذه حيث وجده، لا يمنعه من ذلك مانع، كتب عمن هو فوقه، وعمن هو مثله، وتجاوز ذلك حتى كتب العلم عمن هو أصغر منه. وقد روي أنه مات ابن له فعزاه مجوسي فقال: ينبغي للعاقل أن يفعل اليوم ما يفعله الجاهل بعد أسبوع. فقال بن المبارك: اكتبوا هذه.
بلغ به ولعه بكتابة العلم مبلغاً جعل الناس يعجبون منه، فقد قيل له مرة: كم تكتب؟ قال: لعل الكلمة التي أنتفع بها لم أكتبها بعد. وعابه قومه على كثرة طلبه للحديث فقالوا: إلى متى تسمع؟ فقال إلى الممات. وعمل على جمع أربعين حديثا وذلك تطبيقا للحديث النبوي القائل: (من حفظ على أمتي أربعين حديثاً من أمر دينها بعثه الله يوم القيامة في زمرة الفقهاء والعلماء) نسأل الله أن يجمعنا به على خير...
ولم يكن ابن المبارك يهتم بالجانب الكمي في جمع العلم فحسب، بل كان اهتمامه يتوجّه إيضاً إلى الانتقاء النوعيّ له، دافعه في ذلك أمانة العلم والاستبراء للدين، لذلك كان التثّبت العلمي هو المنهج الذي التزم به ابن مبارك وأخضع له كل ما كان يصل إليه من أحاديث، حيث كان يتحرّى ما يقبل منها وما يردُّ من خلال اسنادها.
كما حرص على دراسة الصّحيح من أحاديث رسول الله "" والاشتغال بها على غيرها، حيث قال«لنا في صحيح الحديث شغل عن سقيمه».
وقد أورد ابن المبارك في كتاب الزهد بعض الأحاديث الضّعيفة، وذلك لأنه يرى جواز العمل في الحديث الضعيف في فضائل الأعمال.

## شيوخه وتلامذته
- شيوخه

قال الذهبي: 
| عبد الله بن المبارك | أقدم شيخ لقيه هو الإمام أبو حنيفة التابعين وأكثر. | عبد الله بن المبارك |

وقال ابن الجوزي: 
| عبد الله بن المبارك | أدرك ابن المبارك جماعة من التابعين منهم هشام بن عروة، إسماعيل بن أبي خالد، والأعمش، وسليمان التيمي، وحميد الطويل، وعبد الله بن عون وخالد الحذاء، ويحيى بن سعيد الأنصاري، وموسى بن عقبة في آخرين. | عبد الله بن المبارك |

قال ابن عساكر: 
| عبد الله بن المبارك | قدم دمشق وسمع من الأوزاعي، سعيد بن عبد العزيز، وأبي عبد رب الزاهد، عبد الرحمن بن يزيد بن جابر، وهشام بن الغاز، وعتبة بن أبي الحكم الهمداني وإبراهيم بن أبي عبلة، وأبي المعلى صخر بن جندل البيروتي، وصفوان بن عمر وعمر بن محمد بن زيد العسقلاني، والحكم بن عبد الله الأيلى، ويحيى بن أبي كثير، وابن لهيعة، والليث بن سعد، وسعيد بن أبي أيوب، وحرملة بن أبي عمران، وأبي شجاع سعيد بن زيد والأعمش، وإسماعيل بن أبي خالد، ويونس بن أبي اسحاق، ومجالد بن سعيد، وهشام بن عروة، وزائدة بن قدامة، ويحيى بن سعيد الأنصاري، ويحيى بن عبيد الله بن موهب، وأسامة بن زيد الليثي وابن عجلان، وابن جريح ومعمر، ويونس بن يزيد، وموسى بن عقبة، وهشام بن سعد، ومحمد بن اسحاق، وعبد الله بن سعيد بن أبي هند، ومالك بن أنس، وسفيان الثوري، وحماد بن زيد، والمبارك بن فضالة، وسليمان التيمي، وحميد الطويل، وعوف الأعرابي، وشعبة وهشام بن حسان، وعاصم بن سليمان الأحول، وعبد الله بن عون، وخالد الحذاء، وغيرهم | عبد الله بن المبارك |

- تلامذته

قال الحافظ ابن كثير: 
| عبد الله بن المبارك | وعنه - أي روى عنه - الثوري، ومعمر بن راشد، وأبو اسحاق الفزاري، وجعفر بن سليمان الضبعي، وبقية بن الوليد، وداود بن سليمان، والوليد بن مسلم، وأبو بكر بن عياش وغيرهم من شيوخه وأقرانه. ومسلم بن إبراهيم، وأبو أسامة وأبو سلمة التبوذكي، ونعيم بن حماد، وابن مهدي، والقطان، واسحاق بن راهويه، ويحيى بن معين، وإبراهيم بن اسحاق الطالقاني.... وغيرهم | عبد الله بن المبارك |

## من أقوال علماء عصره
قال نعيم بن حماد: كان ابن المبارك يُكثر الجلوس في بيته، فقيل له: ألا تستوحش؟ فقال: كيف استوحش وأنا مع النبي وأصحابه؟
- قال أشعث بن شعبة المصيصي: قدم الرشيد الرقة، فانجفل الناس خلفَ ابن المبارك، وتقطعت النعال وارتفعت الغبرة، فأشرفت أم ولد لأمير المؤمنين من برج من قصر الخشب، فقالت: ماهذا؟ قالوا: عالم من أهل خراسان قدم، قالت: هذا والله المُلكُ، لا ملكُ هارون الذي لا يجمع الناس إلا بشُرط وأعوان.
- قال محمد بن علي بن الحسن بن شقيق: سمعت أبي قال: كان ابن المبارك إذا كان وقت الحج اجتمع إليه إخوانه من أهل مرو، وفيقولون: نصحبك، فيقول: هاتوا نفقاتكم، فيأخذ نفقاتهم فيجعلها في صندوق ويُقفل عليها، ثم يكتري له ويخرجهم من مرو إلى بغداد، فلا يزال يُنفق عليهم ويطعمهم أطيب الطعام وأطيب الحلوى، ثم يخرجهم من بغداد بأحسن زي وأكمل مُروءة، حتى يصلوا إلى مدينة الرسول، فيقول لكل واحد: ما أمرك عيالك أن تشتري لهم من المدينة من طُرفها ؟ فيقول: كذا وكذا فيشتري لهم، ثم يخرجهم إلى مكة فإذا قضوا حجهم قال لكل واحد منهم: ما أمرك عيالُك أن تشتري لهم من متاع مكة ؟ فيقول: كذا وكذا، فيشتري لهم، ثم يُخرجهم من مكة، فلا يزال يُنفق عليهم إلى أن يصيروا إلى مرو، فيجصص بيوتهم وأبوابهم، فإذا كان بعد ثلاثة أيام عمل لهم وليمة وكساهم، فإذا أكلوا وسرّوا دعا بالصندوق، ففتحه ودفع إلى كل رجل منهم صُرته عليها اسمه.
- قال سفيان الثوري: إني لأشتهي من عمري كله أن أكون سنة مثل ابن المبارك، فما أقدر أن أكون ولا ثلاثة أيام.
- قال ابن عُيينة: نظرت في أمر الصحابة، وأمر عبد الله، فما رأيت لهم عليه فضلاً إلا بصحبتهم النبي، وغزوهم معه.
- قال القاسم بن محمد بن عباد: سمعت سُويد بن سعيد يقول: رأيت ابن المبارك بمكة أتى زمزم فاستقى شربة، ثم استقبل القبلة، فقال: اللهم إن ابن أبي الموال حدثنا عن محمد بن المُنكدر عن جابر عن النبي أنه قال: ((ماء زمزم لما شُرب له))وهذا أشربه لعطش القيامة، ثم شربه.
- قال نعيم بن حماد: كان ابن المبارك إذا قرأ كتاب الرقاق يصير كأنه ثور منحور أو بقرة منحورة من البكاء، لا يجترئ أحد منا أن يسأله عن شيء إلا دفعه.
- قال أبو حاتم الرازي: حدثنا عبدة بن سليمان المروزي قال: كنا سرية مع ابن المبارك في بلاد الروم، فصادفنا العدو، فلما التقى الصفان، خرج رجل من العدو فدعا إلى البراز، فخرج إليه رجل فقتله، ثم آخر فقتله، ثم دعا إلى البراز، فخرج إليه رجل، فطارده ساعة فطعنه فقتله فازدحم إليه الناس، فنظرت فإذا هو عبد الله بن المبارك وإذا هو يكتم وجهه بكمه، فأخذت بطرف كمه فمددته فإذا هو هو. فقال : وأنت يا أبا عمرو ممن يُشنع علينا.
- وقال أبو حسان عيسى بن عبد الله البصري : سمعت الحسن بن عرفة يقول : قال لي ابن المبارك : استعرت قلماً بأرض الشام، فذهبت على أن أرده فلما قدمت مرو نظرت فإذا هو معي، فرجعت إلى الشام حتى رددته على صاحبه.
- قال أسود بن سالم : كان ابن المبارك إماماً يُقتدى به، كان من أثبت الناس في السنة، إذا رأيت رجلاً يغمز ابن المبارك فاتهمه على الإسلام.
- قال النسائي: لا نعلم في عصر ابن المبارك أجل من ابن المبارك ولا أجل منه ولا أجمع لكل خصلة محمودة منه.
- عن الحسن بن عيسى، قال: اجتمع جماعة من أصحاب ابن المبارك مثل الفضل بن موسى، ومخلد بن حسين، ومحمد بن النضر فقالوا : تعالوا نعد خصال ابن المبارك من أبواب الخير، فقالوا : العلم، والفقه، والأدب، والنحو، واللغة، والزهد، والفصاحة، والشعر، وقيام الليل، والعبادة، والحج، والغزو، والشجاعة، والفروسية، والقوة، وترك الكلام فيما لا يعنيه، والإنصاف، وقلة الخلاف على أصحابه.
- قال حبيب الجلاب: سألت ابن المبارك، مأخير ما أعطي الإنسان ؟ قال : غريزة عقل، قلت : فإن لم يكن ؟قال : حسن أدب، قلت : فإن لم يكن؟ قال : أخٌ شفيق يستشيره، قلت : فإن لم يكن ؟ قال : صمت طويل، قلت : فإن لم يكن ؟ قال : موت عاجل.
- عن عبد الله قال: إذا غلبت محاسن الرجل على مساوئة لم تذكر المساوئ، وإذا غلبت المساوئ على المحاسن لم تذكر المحاسن.
- قيل لابن المبارك : إذا أنت صليت لم لا تجلس معنا ؟ قال : أجلس مع الصحابة والتابعين، انظر في كتبهم وآثارهم فما أصنع معكم ؟ انتم تغتابون الناس.
- وجاء أن ابن المبارك سُئل : من الناس ؟ فقال : العلماء، قيل : فمن الملوك ؟ قال : الزهاد، قيل : فمن الغوغاء ؟ قال : خزيمة وأصحابة (يعني من أمراء الظلمة)، قيل : فمن السفلة ؟ قال : الذين يعيشون بدينهم.
- وعنه قال : إن البصراء لا يأمنون من أربع : ذنب قد مضى لا يدري ما يصنع فيه الرب عز وجل، وعمر قد بقي لا يُدرى مافيه من الهلكة، وفضل قد أُعطي العبد لعله مكر واستدراج، وضلالة قد زينت يراها هدىً، وزيغ قلب ساعة فقد يسلب المرء دينه ولا يشعر.
- عن ابن المبارك قال : من استخف بالعلماء ذهبت آخرته، ومن استخف بالأمراء ذهبت دنياه، ومن استخف بالإخوان ذهبت مروءته

## أثر العلم على شخصيته وأخلاقه
1- الورع والخشية:
كان القاسم بن محمد يكثر السفر مع ابن المبارك، فلم يكن يلحظ زيادة في عبادته على غيره فيعجب من ذلك، وكثيراً ما تحدّثه نفسه: بما فضل هذا الرجل علينا حتى نال هذه الشهرة بين الناس؟ فبينما هم في ليلة على عشاء انطفأ السراج، فقام بعضهم وأخذ السراج وخرج به يستصبح، وحينما عادوا نظر القاسم بن محمد إلى عبد الله بن مبارك فرأى الدموع قد بلّلت وجهه ولحيته، فقال في نفسه: بهذه الخشية فضل هذا الرجل علينا، ولعله حين فقد السراج فصار إلى الظلمة.. تذكّر القيامة!.
2- نشر العلم.
3- الحكمة في القول والفعل.
4- الزهد مع الغنى.
5- الفقه في الإنفاق.
حكي عنه أنه قال: «خرجت للغزو مرة فلما تراءت الفئتان خرج من صف الترك فارس يدعو إلى البراز فخرجت إليه فإذا قد دخل وقت الصلاة قلت له: تنح عني حتى أصلي ثم أفرغ لك فتنحى فصليت ركعتين وذهبت إليه فقال لي: تنح عني حتى أصلي أنا أيضا فتنحيت عنه فجعل يصلي إلى الشمس فلما خر ساجدا هممت أن اغدر به فإذا قائلا يقول:«وأوفوا بالعهد إن العهد كان مسئولا» فتركت الغدر فلما فرغ من صلاته قال لي لما تحركت؟ قلت: أردت الغدر بك قال: فلم تركته؟ قلت لأني أمرت بتركه. قال الذي أمرك بترك الغدر أمرني بالإيمان وآمن والتحق بصف المسلمين. فقد دعته أخلاقه ألا يغدر بأعدائه فكانت بركة أخلاقه أن انضم عدوه إلى الإسلام بعد أن كان من المحاربين له».

## من أقواله وحكمه
- الدنيا سجن المؤمن، وأعظم أعماله في السجن الصبر وكظم الغيظ، وليس للمؤمن في الدنيا دولة، وإنما دولته في الآخرة!
- ليس من الدنيا إلا قوت اليوم فقط
- سئل عن قول لقمان لابنه: (إن كان الكلام من فضة فإن الصمت ذهب)، فقال: معناه لو كان الكلام بطاعة الله من فضة، فإن الصمت عن معصية الله من ذهب!!
- كان يكثر الجلوس في بيته فقيل له: ألا تستوحش ؟ فقال: كيف أستوحش وأنا مع النبي وأصحابه؟
- كان يعتزل مجالس المنكر واغتياب الناس فقيل له: إذا صليت معنا لم لا تجلس معنا؟ قال: أذهب مع الصحابة والتابعين. قيل له: ومن أين الصحابة والتابعون؟ قال: أذهب انظر في علمي فأدرك آثارهم وأعمالهم، فما أصنع معكم وانتم تغتابون الناس!
- كما كان مستجاب الدعوة، فقد دعا للحسن بن عيسى وكان نصرانياً: اللهم ارزقه الإسلام، فاستجاب الله دعوته فيه.
- قال ابن المبارك: (الإسناد من الدين، ولولا الإسناد لقال من شاء ما شاء).

## رؤى الناس في حقه
قال زكريا بن عدي: رأيت بن المبارك في المنام فقلت: ما فعل الله بك ؟ قال: غفر لي برحلتي في الحديث!
ورؤى الثوري في المنام فقيل له: ما فعل الله بك؟ قال: رحمني.. فقيل له: ما حال عبد الله بن المبارك؟ فقال: هو ممن يلج على ربه كل يوم مرتين..
قال محمد بن فضيل بن عياض : رأيت عبد الله بن المبارك في المنام فقلت : أي الأعمال وجدت أفضل ؟ قال : الأمر الذي كنت فيه ، قلت: الرباط ، والجهاد ؟ قال نعم - قلت : فأي شيء صنع بك ربك ؟ قال : غفر لي مغفرة ما بعدها مغفرة وكلمتي امرأة من أهل الجنة أو امرأة من الحور العين.
هذا ما رآه الصالحون و (رؤيا المؤمن جزء من ست وأربعين جزءاً من النبوة) كما يقول رسول الله. وما أصدق قول الشاعر فيه:
جمال ذي الأرض كانوا في الحياة، وهم...... بعد الممات جمال الكتب والسير (نظرت في أمر الصحابة وأمر بن المبارك، فما رأيت لهم عليه فضلا إلا بصحبتهم النبي وغزوهم معه) هذا ما قاله ابن عيينه

## مكان وفاته
توفي في مدينة هيت بمحافظة الانبار بغرب العراق سنة 181 هجرية وقبره معلوم وقد شيد الناس على قبره.

## الهوامش
1. ↑  تاريخ بغداد (10/153)، الخطيب البغدادي
2. ↑  صفوة الصفوة (4/134)، مكتبة التوعية الإسلامية
3. ↑  تاريخ دمشق (38/305)لابن عساكر
4. ↑  سير أعلام النبلاء (8/379)
5. ↑  صفوة الصفوة (4/146)، لابن الجوزي
6. ↑  تاريخ دمشق (38/301)
7. ↑  تهذيب التهذيب (5/335-336)
8. ↑  تهذيب التقريب (5، 386-387)
9. ↑  علي محمد المياح (1324 هـ - 2002 م). جغرافية العراق في معجم البكري. مطبعة المجمع العلمي العراقي. ص. 112. مؤرشف من الأصل في 2025-07-13. {{استشهاد بكتاب}}: تحقق من التاريخ في: |سنة= (مساعدة)

- صفة الصفوة ، لابن الجوزي ، المجلد 2